# Třebutičky
Třebutičky jsou malá vesnice, část obce Polepy v okrese Litoměřice. Nachází se asi 3,5 kilometru severně od Polep. Třebutičky jsou také název katastrálního území o rozloze 1,61 km².

## Historie
První písemná zmínka o vesnici pochází z roku 1384.

## Obyvatelstvo
Při sčítání lidu v roce 1921 zde žilo 168 obyvatel (z toho 77 mužů), z nichž bylo sedmnáct Čechoslováků a 151 Němců. Kromě jednoho evangelíka se hlásili k římskokatolické církvi. Podle sčítání lidu z roku 1930 měla vesnice 152 obyvatel: 26 Čechoslováků a 126 Němců. Převažovala katolická většina, ale 21 obyvatel patřilo k evangelickým církvím.
|                                                                   | 1869 | 1880 | 1890 | 1900 | 1910 | 1921 | 1930 | 1950 | 1961 | 1970 | 1980 | 1991 | 2001 | 2011 |
| ----------------------------------------------------------------- | ---- | ---- | ---- | ---- | ---- | ---- | ---- | ---- | ---- | ---- | ---- | ---- | ---- | ---- |
| Obyvatelé                                                         | 142  | 131  | 136  | 144  | 152  | 168  | 152  | 67   | 62   | 34   | 17   | 5    | 3    | 6    |
| Domy                                                              | 22   | 23   | 24   | 24   | 24   | 24   | 25   | 19   | .    | 14   | 10   | 10   | 23   | 23   |
| Počet domů z roku 1961 je zahrnut v domech místní části Encovany. |      |      |      |      |      |      |      |      |      |      |      |      |      |      |

## Pamětihodnosti
- Milník u polní cesty do Encovan

## Galerie

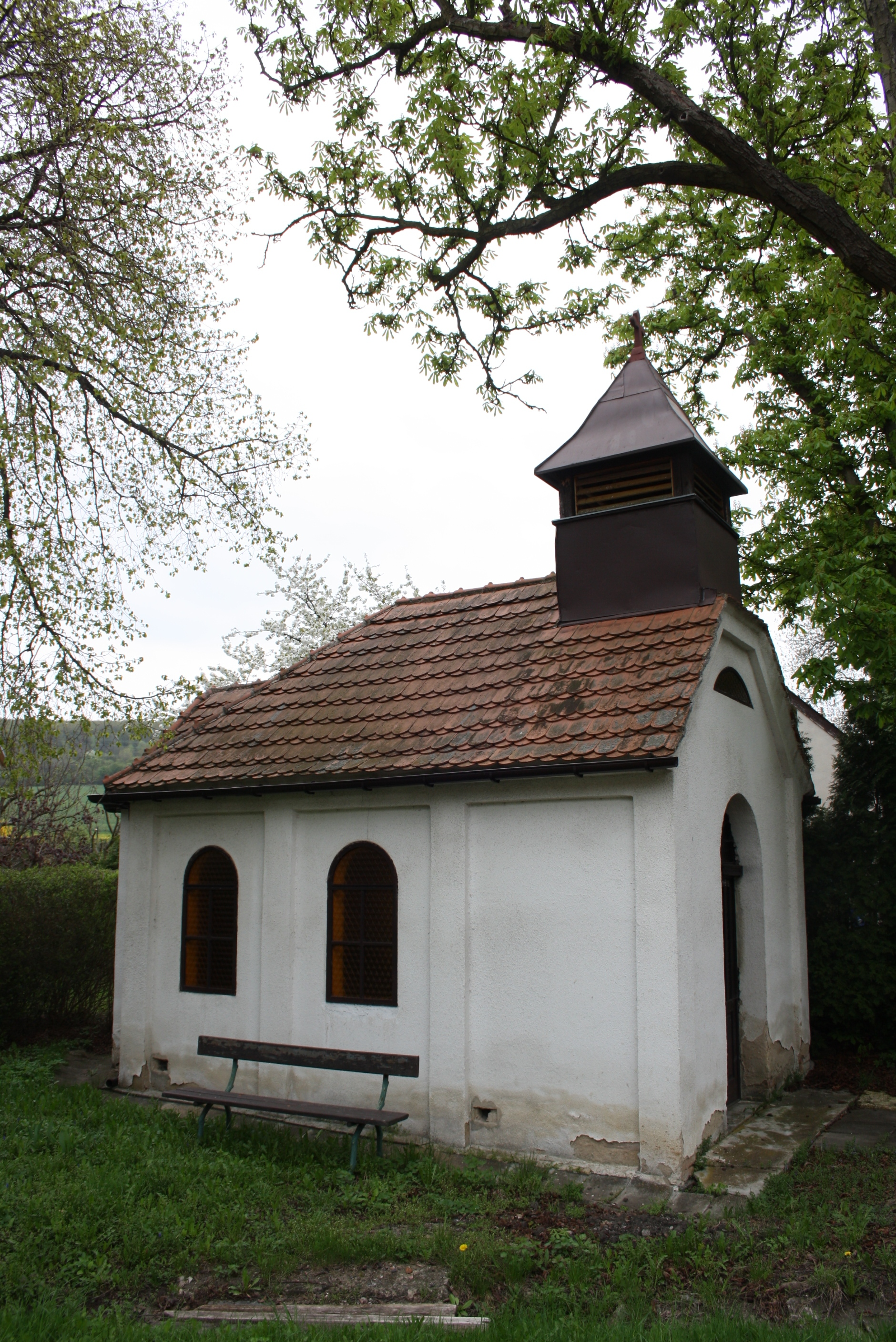
Kaplička
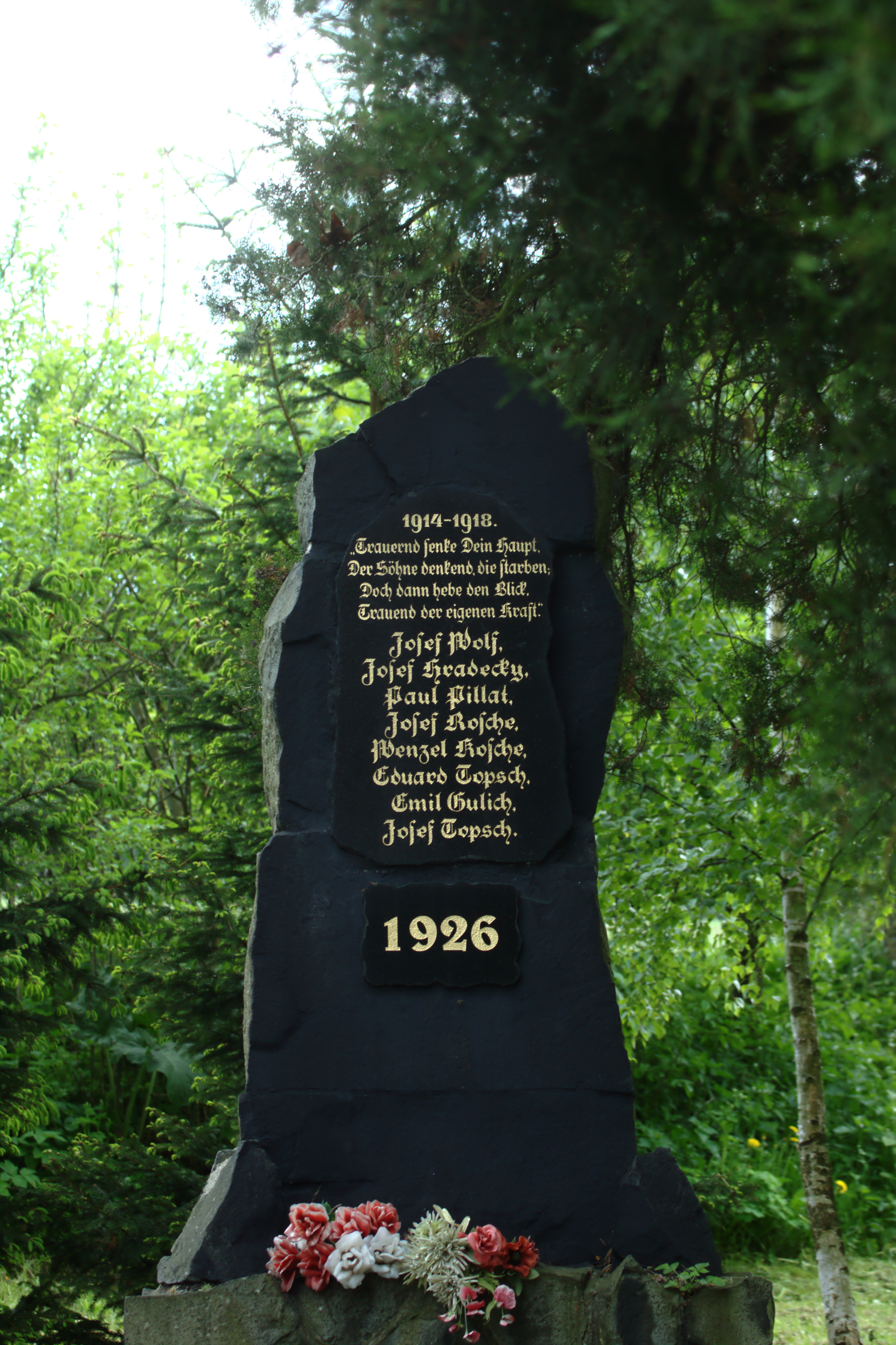
Památník padlým v 1. světové válce
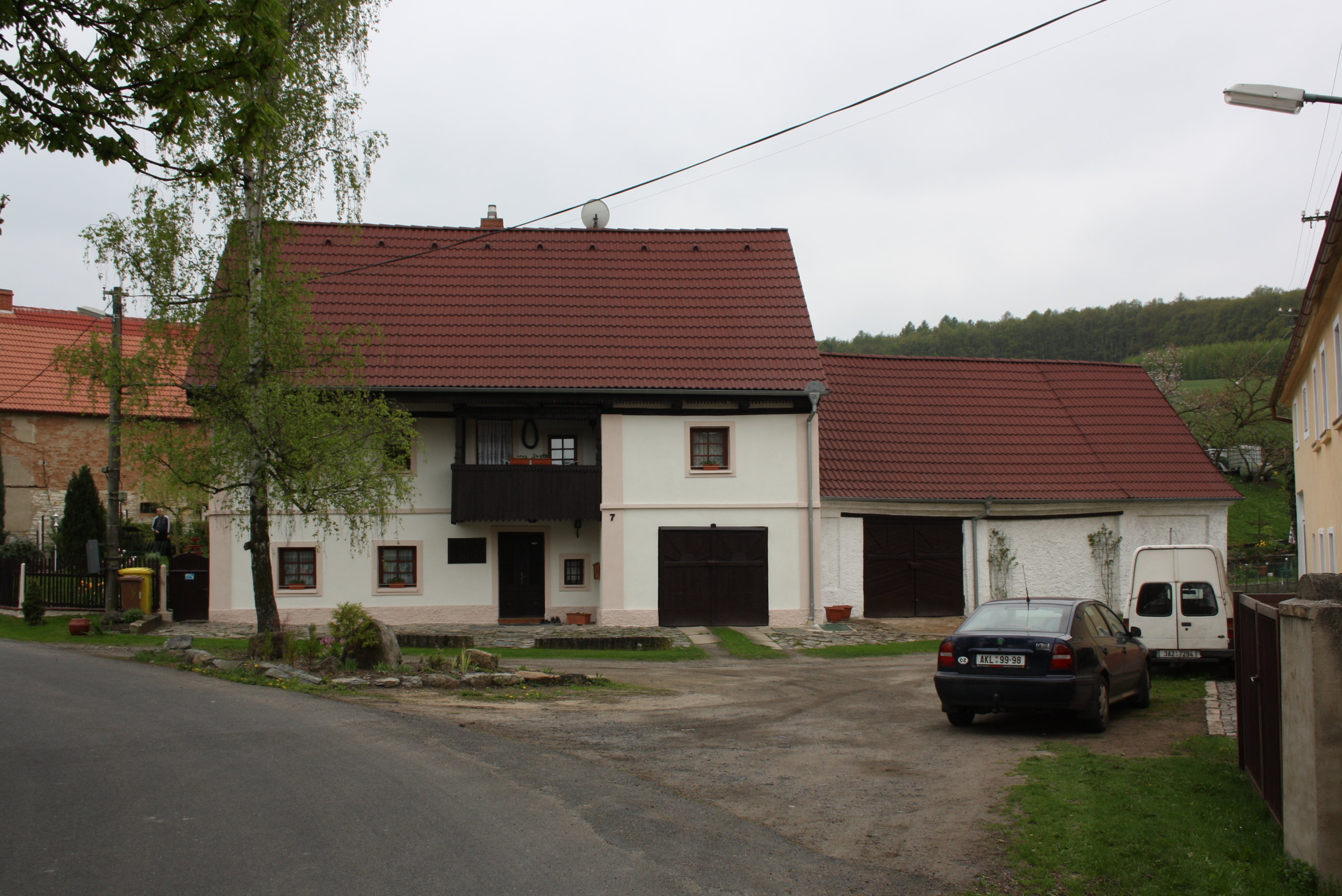
Dům čp. 7